# Chico Lang
Francisco José Lang Fernandes de Oliveira, más conocido como Chico Lang (São Paulo, 8 de junio de 1954) es un periodista deportivo brasileño.
Actualmente es comentarista de los programas “Gazeta Esportiva” y Mesa Redonda, ambos de TV Gazeta, donde es Jefe de Reportajes.
Es hincha del Corinthians.

## Carrera profesional

### Periodismo
Es Licenciado en Periodismo por la Faculdade Cásper Líbero. Inició su carrera junto a los periodistas José Reiner Fernandes y Roberto Antonio Carlessi, en la fundación del Jornal Integração, en Tatuí, interior de São Paulo. Poco después, se incorporó al diario paulista Notícias Populares, como reportero policial en 1976. En el mismo periódico también trabajó en las secciones de general, salud y deportes, en las que se especializó. El editor en jefe del periódico era Ebrahim Ramadan y el editor de deportes era Dalmo Pessoa.
Posteriormente, en 1979, Chico trabajó en el periódico Folha da Tarde, donde se desempeñó como editor, reportero especial, subdirector, editor de deportes, editor de policía y secretario de redacción. Allí conoció a Carlos Brickmann, jefe de redacción de la publicación, quien lo convenció para convertirse en columnista deportivo, dando origen a la sección Bola Solta.
Entre muchas polémicas protagonizadas por Chico Lang, hubo una que involucró al piloto de Fórmula 1 Ayrton Senna. Lang lo llamó "pie de plomo", "conductor loco", "volante irresponsable", entre otros adjetivos. La reacción del público fue sorprendente. Semanalmente se recibieron miles de cartas a favor de Senna y en contra de Lang. Un día, incluso, un lector invadió la redacción del periódico buscando "ajustar cuentas" con el periodista.
En 1990, Chico formó parte de un grupo entre Folha da Tarde y Folha de S.Paulo para cubrir la Copa del Mundo de ese año en Italia. Al regresar a Brasil, se incorporó al diario A Gazeta Esportiva. Como reportero especial, acompañó a la selección brasileña en 1991 y 1992 en todos los amistosos disputados por el equipo, entonces dirigido por el técnico Paulo Roberto Falcão.
A pedido del entonces presidente de la Fundación Cásper Líbero, Constantino Cury, Lang también se incorporó al equipo deportivo de TV Gazeta, comandado por Roberto Avallone. Se formó entonces la que algunos analistas consideran la dupla de presentadores de programas deportivos más controvertida del país (por el hecho de que Lang es del Corinthians y Avallone, del Palmeiras ). Una vez, Lang casi es asesinado por hinchas Corinthians que lo confundieron con Avallone, en el estacionamiento de Morumbi ; por suerte, el presentador Raúl Gil estaba allí y llegó a tiempo para aclarar la confusión.
En 1993, el programa Mesa Redonda superó en audiencia a Rede Globo. En 1997, con el retiro de Avallone por motivos de salud, Chico Lang asumió el mando del programa. En 1998, Avallone regresó y los dos volvieron a compartir la presentación del programa. En 2003, por sugerencia de Lang, Flávio Prado vino de TV Cultura para ser el presentador del programa, papel que continúa hasta el día de hoy.
En 2005, la dirección de la Fundação Cásper Líbero reactivó Rádio Gazeta, y Chico Lang aceptó comandar el tradicional programa de la emisora, Disparada no Esporte, que tenía como coordinador a Regiani Ritter, considerada la musa de la radio deportiva brasileña. [cita requerida] ]
Actualmente, Lang escribe columnas para las páginas electrónicas de Gazeta Esportiva y para el diario Expresso Popular, de la ciudad de Santos. Para el primero de estos periódicos, Lang cubrió la Copa del Mundo de 2002, celebrada en Corea del Sur y Japón. Para el segundo, participa en la columna Duelo de Gigantes, escribiendo los miércoles y sábados.
Es comentarista del programa Gazeta Esportiva, emitido por TV Gazeta de lunes a viernes a las 18 h.

### Política
En 2016, dejó la Rede Gazeta para dedicarse a su candidatura a concejal de São Paulo por el PTN. Lang ya se había postulado en 2012 para el PTB, obteniendo 12 340 votos. y al igual que ese año, no logró ser elegido, obteniendo 5 865 votos.
En 2018, fue candidato a diputado estatal por São Paulo, por el PRB. A pesar de las inserciones de anuncios políticos en los intervalos de los partidos de fútbol en la Rede Globo, el periodista no logró ser elegido, obteniendo 6720 votos y ocupando el puesto 396.

### Vida personal
Chico tuvo cinco hijos: Pedro, Bruna, Twany, Paulo y Sofia. El 9 de diciembre de 2018 perdió a su hijo Paulo, de 23 años, al suicidarse tras saltar desde la ventana del edificio donde vivía. Menos de 9 meses después, el 2 de agosto de 2019, perdió a su segundo hijo, Pedro, de 40 años, por un cáncer de lengua, probablemente provocado por el consumo de crack.